# Taxonomie
Taxonomie (Grieks: τάξις táxis ordening, schikking en νόμος nómos gebruik, wet) is, in wetenschappelijk en technologisch verband, het  indelen van individuen of objecten in groepen (taxa, enkelvoud taxon). Taxonomie is hiermee een vorm van classificatie. Taxonomie verwijst naar zowel de gehanteerde methodologie van de indeling als naar de hiërarchische ordening die hiervan het resultaat is. De taxonomie is van oorsprong de vakwetenschap binnen de biologie, die soorten organismen ordent (classificeert) op grond van hun evolutionaire verwantschap. Inmiddels wordt het begrip taxonomie, bij uitbreiding, ook voor andere, formele classificatiesystemen gebruikt.  

## Opbouw van het systeem
Een taxonomie is een systematische ordening op basis van óf a priori (vooraf gestelde) óf a posteriori (achteraf gestelde) criteria. Taxonomieën worden aangepast naargelang er nieuwe waarnemingen of ontdekkingen (in de biologie bijvoorbeeld van nieuwe soorten organismen) optreden. Op fundamenteler niveau kunnen, als gevolg van hierdoor nieuw gevormde inzichten, ook de indelingsprincipes gewijzigd worden.

## Biologie
De biologische taxonomie houdt zich bezig met het vinden, beschrijven, benoemen en indelen van organismen. Taxonomie is een deelwetenschap van de  (bio)systematiek, die de diversiteit en de verwantschap van de talloze soorten organismen vanuit de evolutie onderzoekt. 
Een beoefenaar van de taxonomie wordt taxonoom genoemd. De taxonoom probeert op grond van de in de taxonomie gangbare criteria planten, dieren en alle andere organismes in te delen. Tegenwoordig gebeurt het indelen veelal op basis van verwantschappen en gemeenschappelijke afstamming, waarbij cladistische analysemethoden gebruikt worden. 
De syntaxonomie van vegetaties houdt zich bezig met het indelen van plantengemeenschappen (fytocoenoses). Hierbij is niet de gemeenschappelijke afstamming het indelingscriterium, maar de overeenstemming in de soortsamenstelling en structuur van de vegetatie.

## Taxonomie in de technologie
In de informatica ontstaat meer en meer de behoefte te komen tot een gemeenschappelijke terminologie in systemen en databases, onder andere ten behoeve van de integratie van gegevens uit verschillende systemen en ten behoeve van de eenduidige uitwisseling van productgegevens, zoals in e-business systemen en kennisgestuurde ontwerpen. Daartoe wordt gebruikgemaakt van gestandaardiseerde definities van begrippen, waarbij de begrippen in een subtype-supertype hiërarchie of taxonomie gerangschikt worden. Deze structuur heeft onder andere als groot voordeel dat eigenschappen van supertypen geërfd worden door de subtypen. Een voorbeeld van zo'n subtype-supertype hiërarchie van begrippen is het elektronische Gellish Nederlands Taxonomisch Woordenboek, waarvan tevens een uitgebreidere Engelse variant beschikbaar is.

## Taxonomie in de financiële verslaggeving
Voor de verslaggeving door bedrijven aan instanties zoals Belastingdienst, Kamer van Koophandel en CBS is een taxonomie ontwikkeld waarmee de financiële en economische gegevens in een bepaalde vaste vorm en structuur elektronisch kan worden aangeboden. Deze taxonomie die gebruikmaakt van XBRL heet de Nederlandse Taxonomie, deze vormt de basis van diverse modellen uit het Standard Business Reporting Programma SBR. Vanaf 2014 wordt aanlevering van aangiften vennootschapsbelasting, inkomstenbelasting, omzetbelasting, publicatiejaarrekeningen fasegewijs verplicht. Voor aanlevering van financiële gegevens aan banken wordt een speciale bankenrapportage gemaakt die eveneens is gebaseerd op de Nederlandse Taxonomie.

## Computergestuurde taxonomieën
Binnen de vakgebieden informatica en kunstmatige intelligentie wordt getracht een machine door clusteranalyse automatisch een taxonomie of classificatiesysteem te laten maken van een verzameling objecten (dingen, entiteiten of individuen) op grond van hun kenmerken (eigenschappen, attributen). Een voorbeeld is het automatisch laten classificeren van een groep documenten, voor bijvoorbeeld digitale bibliotheken.
In dit vakgebied wordt een onderscheid gemaakt tussen een taxonomie en een typologie. Het verschil zit vooral in de manier waarop de indeling tot stand komt (in de informatica: het classificatie-algoritme).
- Bij een taxonomie gaat men uit van een groep voorbeeld-objecten die men probeert te verdelen. Vervolgens wordt bekeken wat de karakteristieken van de objecten in een groep zijn, en op deze manier krijgt de taxonomie gestalte.
- Bij een typologie begint men vanuit het concept. Men bedenkt welke onderscheidende eigenschappen eventuele objecten normaliter zouden kunnen bezitten, en gaat vervolgens de daadwerkelijke objecten volgens deze regels indelen.

Taxonomieën komen empirisch (inductief) tot stand, en typologieën conceptueel (deductief).